# Xerasia grisescens
Xerasia grisescens is een keversoort uit de familie frambozenkevers (Byturidae). De wetenschappelijke naam van de soort is voor het eerst geldig gepubliceerd in 1882 door Jayne.